# Colotois chobauti
Colotois chobauti là một loài bướm đêm trong họ Geometridae.